# Касонес-де-Эррера
Касонес-де-Эррера (исп. Cazones de Herrera) — город в Мексике, входит в штат Веракрус, административный центр одноимённого муниципалитета.